# Bridget Prentice
Bridget Theresa Prentice (née Corr ; le 28 décembre 1952) est une femme politique britannique, qui est députée de Lewisham East de 1992 à 2010. Elle est mariée au député travailliste Gordon Prentice (en) de 1975 jusqu'à leur divorce en 2000. Elle est membre du Parti travailliste jusqu'en mai 2019, date à laquelle elle démissionne pour protester contre la direction de Jeremy Corbyn.

## Jeunesse
Bridget Prentice est née à Glasgow, en Écosse, le 28 décembre 1952. Elle fréquente la Our Lady and St Francis School, l'Université de Glasgow (MA English Literature and Modern History 1973), l'Université de Londres (PGCE 1974) et la South Bank Polytechnic (LLB 1992).
Après avoir commencé sa vie professionnelle en tant qu'assistante du recteur à l'Université de Glasgow (1972-1973), elle devient professeur d'histoire et d'anglais à la Roman Catholic London Oratory School de Fulham (1974-1986) et plus tard responsable des carrières (1984-1986), avant de passer à la John Archer School de Wandsworth en tant que responsable des carrières entre 1986 et 1988.

## Carrière politique
Prentice est candidate malheureuse aux élections générales de 1987, lorsqu'elle se présente pour Croydon Central. Elle se présente à Lewisham East aux élections de 1992, dont le député conservateur sortant Colin Moynihan avait une majorité de 4 814 voix. Prentice le gagne pour le Parti travailliste avec une majorité de 1 095 voix, et augmente la majorité à 12 127 voix en 1997. Lors des élections générales suivantes, elle conserve le siège avec des majorités réduites de 9 003 voix en 2001 et 6 751 voix en 2005.
Nommée whip travailliste en 1995 par Tony Blair, elle continue à occuper le poste après l'arrivée des travaillistes au gouvernement en mai 1997, avant de devenir PPS auprès du ministre du Commerce (1998-1999), puis PPS auprès du Lord grand chancelier (1999-2001) ; elle quitte ensuite le gouvernement en 2001 pour devenir membre de la commission restreinte des affaires intérieures (2001-2003).
Prentice rejoint le gouvernement en 2003, nommée à nouveau au Bureau des whips du gouvernement. Elle est ensuite sous-secrétaire d'État parlementaire au Département des affaires constitutionnelles, puis au ministère de la Justice.
Au sein du ministère, elle est responsable de la réforme de l'administration électorale, des services juridiques, des plaintes des services juridiques, du commissaire et de l'ombudsman des services juridiques, de l'asile et de l'immigration, de la décentralisation et de la politique régionale. En décembre 2008, elle est réprimandée par le commissaire parlementaire aux normes John Lyon, pour avoir abusé de son indemnité de communication.
Elle accepte de rembourser l'argent, qui a été dépensé pour envoyer des comptes-rendus de parti aux électeurs qui se trouvaient en dehors de sa circonscription, mais qui la rejoindraient aux prochaines élections à la suite des changements de limites.
En avril 2009, Prentice annonce sa décision de se retirer du Parlement lors de l'élection suivante. 

## Vie privée
Bien que catholique, Prentice est gouverneur de la Trinity Church of England All Through School depuis 2010. En septembre 2013, elle est élue présidente du conseil d'administration. Elle quitte le Parti travailliste en mai 2019.
Prentice participe à la série 2022-23 de l'émission de quiz Only Connect, dans l'équipe "Jugadores".